# Mamvu (peuple)
Pour les articles homonymes, voir Mamvu.
Les Mamvu sont une population d'Afrique centrale et orientale vivant en République démocratique du Congo, également au Mozambique. Quelques communautés vivent en outre en Ouganda et au Soudan du Sud.

## Ethnonymie
Selon les sources et le contexte, on observe de multiples variantes : Mamvus, Mamwu, Mangbuttu, Mangutu, Mombuttu, Momfu, Momvo, Momvou, Momvu, Momwu, Monfou, Mumvu, Mvuba, Tengo.

## Langue
Leur langue est le mamvu, une langue soudanique centrale dont le nombre de locuteurs en République démocratique du Congo était estimé à 60 000 en 1991. Le bangala est également utilisé.